# Каліштє (Пельгржимов)
Каліштє (чеськ. Kaliště) — громада в районі Пельгржимов, краю Височина, Чехія. Розташована за 7 кілометрів на північний захід від міста Гумполець, на злитті річок Сазава та Желівка. Населення — 350 мешканців (2014).

## Історія
Село відоме з 1318 року. Згадується також у 1420 році під час Гуситських воєн.
В Каліштє народився композитор Густав Малер (1860—1911), чиї предки орендували спиртовий завод та утримували шинок. Будівлю шинку було нещодавно відновлено.